# Neil Hannon
Edward Neil Anthony Hannon (Derry, 7 november 1970) is een singer-songwriter uit Noord-Ierland. Hij is de oprichter en frontman van de popgroep The Divine Comedy en is het enige vaste lid van de band sinds de oprichting in 1989. Hannon schreef de themaliedjes voor de televisieseries Father Ted en The IT Crowd, evenals de originele nummers voor de muzikale fantasyfilm Wonka (2023).

## Levensloop
Hannon werd geboren in Derry, Noord-Ierland, de zoon van Brian Hannon, een predikant van de Church of Ireland in het bisdom Derry en Raphoe en later bisschop van Clogher. Hij bracht een deel van zijn jeugd door in Fivemiletown voordat hij in 1982 met zijn familie naar Enniskillen in County Fermanagh verhuisde. Terwijl hij daar was, ging hij naar de Portora Royal School.
Hannon genoot in zijn jeugd van muziek, gebaseerd op synthesizer. Hij heeft The Human League en Orchestral Manoeuvres in the Dark (OMD) geïdentificeerd als "de eerste muziek die [hem] echt opwond". Eind jaren tachtig ontwikkelde hij een voorliefde voor de elektrische gitaar en werd hij een "indie-kid".
Hannon is oprichter en steunpilaar van The Divine Comedy, een band die halverwege de jaren negentig hun grootste commerciële succes behaalde met de albums Casanova (1996), A Short Album About Love (1997) en Fin de Siècle (1998). Hannon produceert nog steeds albums uitbrengen onder de naam The Divine Comedy, waarvan de meest recente Office Politics (2019) is. In 2000 droegen hij en Joby Talbot vier nummers bij aan het samenwerkingsalbum van Ute Lemper, Punishing Kiss.
Sinds 2009 is Hannons partner de Ierse muzikante Cathy Davey. Het echtpaar woont in County Kildare. Hij was eerder getrouwd met Orla Little, met wie hij een dochter heeft, geboren omstreeks 2002. Samen met Davey is Hannon beschermheer van de Ierse dierenorganisatie My Lovely Horse Rescue, genoemd naar het Songfestivallied van Father Ted waarvoor hij de muziek schreef.
Politiek gezien omschrijft Hannon zichzelf als "een door en door linkse, Guardian-lezende kerel, maar van de champagne-socialistische variant".

## Discografie

### The Divine Comedy
- Fanfare for the Comic Muse (1990)
- Liberation (1993)
- Promenade (1994)
- Casanova (1996)
- A Short Album About Love (1997)
- Fin de Siècle (1998)
- Regeneration (2001)
- Absent Friends (2004)
- Victory for the Comic Muse (2006)
- Bang Goes the Knighthood (2010)
- Foreverland (2016)
- Office Politics (2019)

### Andere bijdragen

#### Als songwriter en performer
- Punishing Kiss van Ute Lemper – (meerdere tracks, 2000)
- L'Absente van Yann Tiersen – "Les Jours tristes" (2001)
- Pocket Symphony van Air – "Somewhere Between Waking and Sleeping" (2007)
- Adventure Man van Eg – "Pay Later" en "If You Run" (2009)

#### Als songwriter
- Le Fabuleux Destin d'Amélie Poulain (soundtrack) van Yann Tiersen – "Les jours tristes (Instrumental)" (2001)
- The Silent World of Hector Mann van Duke Special – "Wanda, Darling of the Jockey Club" (2010)
- Wonka (soundtrack) met Joby Talbot – songs (2023)

#### Als performer
- I've Been Expecting You van Robbie Williams – achtergrondzang met Neil Tennant op "No Regrets" (1998)
- Reload van Tom Jones – "All Mine" (als the Divine Comedy) (1999)
- Hyacinths and Thistles van The 6ths – "The Dead Only Quickly" (2000)
- The Hitchhiker's Guide to the Galaxy Soundtrack van Joby Talbot – "So Long and Thanks for All the Fish" (2005)
- The Cake Sale van The Cake Sale – "Aliens" (2006)
- Doctor Who: Original Television Soundtrack – "Song for Ten" en "Love Don't Roam" (2006)
- Songs from the Deep Forest van Duke Special – "Our Love Goes Deeper Than This" (2006)
- Les piqûres d'araignée van Vincent Delerm – "Favourite Song" (2006)
- Eleven Modern Antiquities van Pugwash – "Take Me Away" (2008)
- A Mãe van Rodrigo Leão – "Cathy" (2009)
- God Help the Girl van God Help the Girl – "Perfection as a Hipster" (2009)
- Irrepetible van Coque Malla – duet op "My Beautiful Monster" (2018)